# Rhododendron tsoi
Rhododendron tsoi är en ljungväxtart som beskrevs av Elmer Drew Merrill. Rhododendron tsoi ingår i släktet rododendron, och familjen ljungväxter.

## Underarter
Arten delas in i följande underarter:
- R. t. huiyangense
- R. t. hypoblematosum
- R. t. nudistylum
- R. t. polyraphidoideum